# Western Desert Force
Western Desert Force var en britisk hærstyrke i Egypten under 2. Verdenskrig.
Den 17. juni 1940 blev hovedkvarteret for den britiske 6. infanteridivision tildelt navnet Western Desert Force. Enheden bestod af 7. pansrede division og 4. indiske division. Styrken blev ledet af generalmajor Richard O'Connor.
I september 1940, da Italien invaderede Egypten, bestod styrken af omkring 36.000 soldater og omkring 65 kampvogne.
Fra begyndelsen af december 1940 til februar 1941, under Operation Compass, var Western Desert Forces indsats så bemærkelsesværdig, at den blev omtalt på linje med Winston Churchill's berømte citat: "Never has so much been owed by so many, to so few." Der blev taget så mange italienere til fange, at Anthony Eden sagde: "Never has so much been surrendered by so many, to so few." Fra 14. december erstattede 6. australske division den 4. indiske division som blev overført til Østafrika.
Western Desert Force blev omdøbt til 13. korps den 1. januar 1941. Da man nåede til februar 1941 var de resterende italienske styrker i Cyrenaica på tilbagetog ad Via Balbia med den britiske 7. pansrede division og 6. australske infanteridivision i tæt forfølgelse. Da Operation Compass sluttede med 10. italienske armés overgivelse blev korpshovedkvarteret nedlagt og dens opgaver blev overdraget til HQ Cyrenaica Command, en statisk kommando, som afspejlede de allieredes defensive stilling i den vestlige ørken da Middle East Command blev tvunget til at koncentrere sig om felttoget i Grækenland.
Efter at de italienske styrker i Nordafrika var blevet forstærket med Afrika Korps under Unternehmen Sonnenblume, blev generalløjtnant Philip Neame, den øverstkommanderende i Cyrenaica, taget til fange under Rommels fremrykning og Western Desert Force hovedkvarteret blev reaktiveret den 14. april under generalmajor Noel Beresford-Peirse, for at lede de britiske styrker i den vestlige ørken og stoppe aksemagternes fremrykning mod den egyptisk-libyske grænse.
I august 1941 blev Archibald Wavell afløst som øverstkommanderende i Mellemøsten af Claude Auchinleck og de britiske styrker blev forstærket så de i september 1941 blev til 8, armé. Ved denne reorganisering blev Western Desert Force igen omdøbt til 13. korps i oktober 1941 og blev en del af den nye armé.